# Stellan Bengtsson
Stellan Bengtsson (ur. 26 lipca 1952 w Slöinge) – szwedzki tenisista stołowy oraz trener, trzykrotny mistrz świata i siedmiokrotny mistrz Europy, członek Galerii Sław ETTU.

## Życiorys
Gdy miał 15 lat, 15 września 1967 roku zadebiutował w szwedzkiej ekstraklasie w barach Falkenbergs BTK. W 1971 zdobył swój pierwszy medal mistrzostw świata – medal złoty, będąc tym samym pierwszym Szwedem, któremu się to udało. W kolejnych latach zdobył jeszcze siedem medali mistrzostw świata, w tym dwa złote w 1973 (w grze podwójnej i drużynowo). W trakcie całej kariery zdobył także trzynaście medali mistrzostw Europy (siedem złotych). Był również dwudziestopięciokrotnie mistrzem, piętnaście razy wicemistrzem i siedem razy brązowym medalistą mistrzostw Szwecji. W latach 1973 i 1980 wygrał turniej Europa Top 12.
Po zakończeniu kariery podjął się pracy trenera, będąc w latach 1990–1993 szkoleniowcem reprezentacji Szwecji, a w latach 1993–1998 reprezentacji Danii. Przez trzy lata był także trenerem ATSV Saarbrucken w niemieckiej Bundeslidze.
W 2015 został mianowany członkiem Galerii Sław ETTU.

## Sukcesy

### Sukcesy turniejowe
Na podstawie.

#### Mistrzostwa świata
- 1983 – srebrny medal (drużynowo)
- 1981 – brązowy medal (gra pojedyncza)
- 1977 – brązowy medal (gra podwójna)
- 1977 – brązowy medal (drużynowo)
- 1975 – brązowy medal (drużynowo)
- 1973 – złoty medal (gra podwójna)
- 1973 – złoty medal (drużynowo)
- 1971 – złoty medal (gra pojedyncza)

#### Mistrzostwa Europy
- 1980 – brązowy medal (gra pojedyncza)
- 1980 – złoty medal (drużynowo)
- 1976 – złoty medal (gra podwójna)
- 1976 – srebrny medal (drużynowo)
- 1974 – złoty medal (drużynowo)
- 1974 – srebrny medal (gra podwójna)
- 1972 – złoty medal (gra pojedyncza)
- 1972 – złoty medal (drużynowo)
- 1972 – srebrny medal (gra podwójna)
- 1972 – srebrny medal (gra podwójna mieszana)
- 1970 – złoty medal (drużynowo)
- 1970 – brązowy medal (gra pojedyncza)
- 1968 – złoty medal (drużynowo)

#### Europa Top 12
- 1981 – srebrny medal (gra pojedyncza)
- 1980 – złoty medal (gra pojedyncza)
- 1978 – brązowy medal (gra pojedyncza)
- 1976 – brązowy medal (gra pojedyncza)
- 1974 – brązowy medal (gra pojedyncza)
- 1973 – złoty medal (gra pojedyncza)
- 1972 – srebrny medal (gra pojedyncza)

### Sukcesy klubowe
Na podstawie.
- 1986 – mistrzostwo Szwecji (jako zawodnik Falkenbergs BTK)
- 1980 – mistrzostwo Szwecji (jako zawodnik Falkenbergs BTK)
- 1979 – mistrzostwo Szwecji (jako zawodnik Falkenbergs BTK)
- 1976 – mistrzostwo Szwecji (jako zawodnik Falkenbergs BTK)
- 1972 – mistrzostwo Szwecji (jako zawodnik Falkenbergs BTK)
- 1971 – mistrzostwo Szwecji (jako zawodnik Falkenbergs BTK)